# Hillel (organización)
Hillel: La Fundación para la Vida Judía en el Campus (también conocida como Hillel Internacional) es una organización sin ánimo de lucro universitaria judía. Hillel está presente en más de 550 universidades y comunidades en América del Norte y globalmente, incluyendo 30 comunidades en la Comunidad de Estados Independientes, 9 en Israel, y 5 en América del Sur. La organización se llama así en honor Hilel el Anciano, un sabio judío que se movió desde Babilonia hasta Judea en el siglo I, y que es conocido por su formulación de la Regla de Oro.

## Historia
En 1923, el Doctor Edward Chauncey Baldwin, un profesor cristiano de literatura bíblica en la Universidad de Illinois en Urbana-Champaign, se sorprendió ante la falta de conocimiento del Antiguo Testamento por parte de sus alumnos judíos, y discutió sus preocupaciones con el Rabino Benjamin Frankel. Más tarde, ese mismo año, los miembros de la comunidad judía local y de varias universidades, se encontraron en un local alquilado en Champaign, Illinois, para crear la Fundación Hillel.
A pesar de que la Fundación no estuvo organizada a un nivel nacional, hasta 1923, Hillel en Texas fue fundada en 1920. En el momento de su fundación, la Universidad de Texas A&M, se llamaba: Colegio Mecánico y Agrícola de Texas.
En 1925, la logia masónica B'nai B'rith, se comprometió a patrocinar las actividades de Hillel, con un presupuesto de aproximadamente 12.000$ dólares estadounidenses durante ese año. Desde entonces, se han creado sucursales de la Fundación Hillel en 400 campus universitarios. La Fundación busca crear un entorno agradable y acogedor para los estudiantes judíos en sus respectivos campus.
Empezando en 1988, bajo el director Richard M. Joel, Hillel tuvo un cambio en su estructura y en el modo de organizarse. Una parte integral en este cambio fue la institución del consejo de governadores, presidido por Edgar M. Bronfman hasta el año 2009, cuando fue reemplazado por Randall Kaplan.
La implicación de Bronfman empezó en 1994, durante una visita de Richard Joel, al edificio Seagram, cuando Bronfman prometió apoyar a Hillel. Bronfman estuvo de acuerdo en servir como presidente, y Hillel recibió el apoyo de varios filántropos.
La consiguiente revitalización de la organización resultó en un incremento del apoyo, una actualización de la programación, y un amplio reconocimiento internacional. Parte del incremento del apoyo vino como resultado del conocimiento de Bronfman, y de sus visitas a los campus, empezando en 1994, estas visitas continuaron hasta su muerte en 2013.
Hillel ha sido descrito como la mayor organización judía en el campus. La Fundación Hillel puede encontrarse en Israel, en América del Sur, en la Comunidad de Estados Independientes, en Australia, Canadá, y el Reino Unido.
Adam Lehman fue nombrado oficial en jefe de operaciones en octubre de 2015. Lehman había sido el vicepresidente emérito de la empresa AOL. Entre los presidentes internacionales de Hillel y sus directivos se encuentran: Benjamin Frankel (1925-1927), el Doctor Abram L. Sachar (1933-1948), Richard M. Joel (1988-2003), Wayne Firestone (2005-2013), y Eric Fingerhunt (2013-presente).